# Goodvalley
Goodvalley A/S, tidligere Axzon A/S er en dansk virksomhed, der driver svinekødsproduktion i Østeuropa. Koncernen har datterselskaber i Danmark, Polen, og Ukraine. Produktionen og administrationen er baseret på dansk knowhow og teknologi og styres fra hovedsædet i København. Fokus er på hele forsyningskæden indenfor svinekødsproduktion. Produktionen starter med markbrug, hvor der produceres foder til brug på produktionsgårde. Foder klargøres i fodermøller, hvorefter det fodres til grise. Når grisene er blevet opfedet, så sendes de til slagtning på egne slagterier. Svinegylle omdannes til energi på biogasanlæg. På slagterierne forarbejdes kød til færdige svinekødsprodukter til salg i forretninger.
Axzons primære ejer er Polen Invest A/S, som primært er ejet af danske landmænd, der har aktiemajoriteten i Goodvalley. Nøglepersoner er administrerende direktør Kristian Brokop Jakobsen bestyrelsesformand Anders Christen Obel og bestyrelsesnæstformand Niels Rauff Hansen
Der er 2.423 ansatte i alle koncernens datterselskaber, der høstes årligt 26.987 hektar, der sælges årligt 1.129.975 svin og der produceres årligt 51.100 tons kød.

## Danmark
I Danmark er der et mindre kontor med stabsfunktioner på Axelborg i København. 

## Polen
I Polen drives selskaberne Goodvalley Agro og Goodvalley Polska. Goodvalley Agro S.A. fokuserer på markbrug og svinefarme i Województwo pomorskie i området omkring Przechlewo. På markbrugene dyrkes der 13.000 hektar. I svineproduktionen indgør 20.000 søer.
Goodvalley Polska  et svinekødsslagteri ved Przechlewo i Polen. Goodvalley Agro leverer årligt 400.000 slagtesvin til Goodvalley Polska.

## Ukraine
I Ukraine drives selskabet Goodvalley Ukraine, som driver markbrug og svinebrug omkring Kopanky i Ivano-Frankivsk oblast. 

## Rusland
I Rusland drev selskabet Goodvalley Russia, som drev markbrug og svinebrug i Tambov oblast.
Goodvalley solgte i september 2022 sine aktiver i Tambov som følge af invasionen af Ukraine og har sidan da ikke været aktive i Rusland. 